# Orthobula charitonovi
Orthobula charitonovi är en spindelart som först beskrevs av Mikhailov 1986.  Orthobula charitonovi ingår i släktet Orthobula och familjen flinkspindlar. Inga underarter finns listade i Catalogue of Life.